# Michel Kuipers (voetballer)
Michel Kuipers (Amsterdam, 26 juni 1974) is een Nederlands voormalig voetballer die als doelman speelde.
Kuipers begon zijn voetballoopbaan bij FC Blauw-Wit Amsterdam. Vervolgens was hij werkzaam als marinier. Uiteindelijk ging hij weer spelen voor vierdeklasse SDW waarmee hij kampioen werd. In 1999 kwam de keeper na een stage bij Bristol Rovers FC en in 2000 speelde hij op huurbasis voor Chester City FC. Vanaf de zomer van 2000 speelde hij bij Brighton & Hove Albion FC. Hij werd verhuurd aan Hull City AFC (2003) en tweemaal Boston United FC (in 2005 en in 2006). Eenmaal terug bij Brighton & Hove Albion stopte hij op 24 september 2008 in een bekerduel tegen Manchester City FC de strafschop van Michael Ball, waardoor Manchester City uitgeschakeld werd in de beker. Kuipers keepte meer dan 200 wedstrijden. In mei 2010 tekende hij een contract voor één seizoen bij Crawley Town FC. Op 19 februari 2011 speelde Kuipers voor Crawley Town in de vijfde ronde van de FA Cup tegen Manchester United FC. Hij besloot in 2013 zijn loopbaan als reservedoelman bij Barnet FC.